# Хериден
Хериден (њем. Herrieden) град је у њемачкој савезној држави Баварска. Једно је од 58 општинских средишта округа Ансбах. Према процјени из 2010. у граду је живјело 7.658 становника. Посједује регионалну шифру (AGS) 9571166.

## Географски и демографски подаци
Хериден се налази у савезној држави Баварска у округу Ансбах. Град се налази на надморској висини од 423 метра. Површина општине износи 81,7 km². У самом граду је, према процјени из 2010. године, живјело 7.658 становника. Просјечна густина становништва износи 94 становника/km².

## Међународна сарадња
| Мјесто | Држава   | Врста сарадње | Од    |
| ------ | -------- | ------------- | ----- |
| Мелк   | Аустрија | партнерство   | 1982. |
| Извор  |          |               |       |